# Fritz Wiegers
Fritz Harry Wilhelm Wiegers (* 9. Februar 1875 in Lüneburg; † 21. Juli 1955 in Göttingen) war ein deutscher Geologe und Archäologe.
Wiegers studierte ab 1893 in Göttingen und ab 1897 in Halle Geologie, wo er 1899 promoviert wurde. In dieser Zeit war er 1897 bis 1901 Assistent am Geologischen Institut in Karlsruhe. 1901 bis 1939 war er bei der Preußischen Geologischen Landesanstalt und setzte dort die Kartierung der Umgebung von Magdeburg fort, die Felix Wahnschaffe und Konrad Keilhack begonnen hatten. 1944 bis 1946 war er Professor für Urgeschichte in Göttingen.
Aus seiner geologischen Kartierung in der Umgebung von Magdeburg stammen wichtige Erkenntnisse über den Ablauf der letzten Eiszeit in Nord- und Mitteldeutschland. Sie führten Wiegers auch zur Beschäftigung mit Archäologie und er befürwortete eine gleichzeitige archäologische Aufnahme im Rahmen der geologischen Kartierung. Das wurde später vom Landesamt für Geologie in Sachsen-Anhalt aufgegriffen (gleichzeitige Kartierung im Gebiet Arendsee (Altmark) 2000).
1910 initiierte er die Gründung des Heimatmuseums Haldensleben, wo Wiegers mit den Mitgliedern des Aller-Vereins zusammenarbeitete, besonders mit dem Gymnasiallehrer Hans Wieprecht (1882–1966). 
Seit 1930 war er Mitglied der NSDAP.

## Schriften
- Geologisches Wanderbuch der Umgebung von Berlin, Enke 1922
- Geologisches Wanderbuch für den Regierungsbezirk Magdeburg, Enke 1924
- Diluvialprähistorie als geologische Wissenschaft, Abhandlungen der Preußischen Geologischen Landesanstalt; N. F., H. 84, 1920
- Diluviale Vorgeschichte des Menschen. Band 1: Allgemeine Diluvialprähistorie, Enke 1928
- Diluviale Flußschotter aus der Gegend von Neuhaldensleben, Jahrbuch der Preußischen-Geologischen Landesanstalt 26, 1905, 58–88
- Altsteinzeit in Oberschlesien, Ratibor 1931
- Der Schädelfund von Weimar-Ehringsdorf, 1928
- Über Gliederung und Alter des Magdeburger Diluviums und die Zahl der Eiszeiten in Norddeutschland, Jahrbuch der Preußischen-Geologischen Landesanstalt 50, 1929, 29–124
- Das Alter des Diluviums in der Gegend zwischen Oschersleben-Bode und Staßfurt, Jahrbuch der Preußischen-Geologischen Landesanstalt  52, 1932
- Die geologische Altersstellung der Artefakte führenden Hundisburger Schotter, Prähistorische Zeitschrift 28/29, 1939
- Die interglazialen Schotter von Hundisburg, Prähistorische Zeitschrift 30/31, 1940
- Herausgeber mit F. Bork:  Herman Wirth und die deutsche Wissenschaft, München: Lehmann 1932
- mit Franz Weidenreich, Erich Schuster: Der Schädelfund von Weimar-Ehringsdorf, Weimar : Landesamt für Denkmalpflege und Archäologie 1928, 2013 (darin von Wiegers: Geologie der Kalktuffe von Weimar)

Von ihm stammen die geologischen Karten 1:25000 von Dolle, Colbitz, Wolmirstedt, Erxleben, Oschersleben und er arbeitete an denen von Magdeburg, Biederitz und Groß-Ottersleben mit.